# Джоді Віттакер
Джоді Окланд Віттакер (нар. 17 червня 1982) — британська акторка. Найбільш відома завдяки серіалу «Чорне дзеркало» (епізод «Історія твого життя», 2011), науково-фантастичному фільму «Чужі на районі» (2011), роллю Бет Латімер в серіалі «Бродчорч» (2013—2017) і роллю Тринадцятої Докторки у серіалі «Доктор Хто» (2017—2022).
16 липня 2017 року було широко анонсовано, що Віттакер займе місце Пітера Капальді у серіалі «Доктор Хто», ставши Тринадцятою інкарнацією Доктора: першою жінкою у цій ролі за півстоліття серіалу.

## Кар'єра
Віттакер здобула популярність після дебюту у фільмі 2006 року «Венера», яка принесла їй номінацію на премію британського незалежного кіно. Відтоді вона з'явилася в низці інших фільмів і телевізійних шоу з ролями другого плану, а також виступала на Лондонській театральній сцені. На телебаченні Віттакер грала одну з центральних ролей в британській драмі «Бродчерч», починаючи з 2013 року. Одночасно з цим, Віттакер дебютувала на американському телебаченні з головною роллю в серіалі «Активи». 16 липня 2017 року було оголошено, що Віттакер отримала роль Тринадцятої Докторки в культовому британському серіалі «Доктор Хто».

## Життєпис
З листопада 2008 року одружена з актором Крістіаном Контрерасом. У квітні 2015 року народила доньку.

## Фільмографія
| Рік       |    | Українська назва                            | Оригінальна назва                            | Роль                |
| --------- | -- | ------------------------------------------- | -------------------------------------------- | ------------------- |
| 2006      | с  | Друга половина дня                          | The Afternoon Play                           | Сем                 |
| 2006      | с  | Лікарі                                      | Doctors                                      | Луїза Кленсі        |
| 2006      | ф  | Венера                                      | Venus                                        | Джессі              |
| 2006      | с  | Делзіл і Пескоу                             | Dalziel and Pascoe                           | Кірсті Річардс      |
| 2007      | тф | Це життя + 10                               | This Life + 10                               | Клер                |
| 2007      | ф  | Однокласниці                                | St. Trinian's                                | Беверлі             |
| 2008      | ф  | Хороший                                     | Good                                         | Енн                 |
| 2008      | с  | Тесс з роду д'Ербервілль                    | Tess of the D'Urbervilles                    | Іззі Хьютет         |
| 2008      | тф | Зйомки Томаса Харндалла                     | The Shooting of Thomas Hurndall              | Софі                |
| 2008      | с  | Провідник                                   | Wired                                        | Луїза Еванс         |
| 2008      | тф | Палаючи пристрастю                          | Consuming Passion                            | Мері Бун            |
| 2009      | ф  | Свенгалі                                    | Svengali                                     | Еллі Бармід         |
| 2009      | ф  | Біле весілля                                | White Wedding                                | Роуз                |
| 2009      | ф  | Лебедина пісня                              | Swansong: Story of Occi Byrne                | Бріджет Бірн        |
| 2009      | ф  | Крик                                        | Roar                                         | Єва                 |
| 2009      | ф  | Щедрість Перрье                             | Perrier's Bounty                             | Бренда              |
| 2009      | ф  | Бажання 143                                 | Wish 143                                     | Меггі               |
| 2009      | ф  | Однокласниці 2: Легенда про золото Фріттона | St Trinian's 2: The Legend of Fritton's Gold | Беверлі             |
| 2009      | с  | Повернення в Кренфорд                       | Return to Cranford                           | Пеггі Белл          |
| 2010      | кф | Містер Дороти                               | Mr. Dorothy                                  | Дружина Мітча       |
| 2010      | ф  | Дитя                                        | The Kid                                      | Джекі               |
| 2010      | тф | Королівське весілля                         | Royal Wedding                                | Лінда Каддока       |
| 2010      | ф  | Розширюється фіолетовий світ Оллі Кеплера   | Ollie Kepler's Expanding Purple World        | Норін Стокс         |
| 2010      | с  | Обвинувачені                                | Accused                                      | Емма Крофт          |
| 2011      | с  | Будинок на околиці                          | Marchlands                                   | Рут Боуен           |
| 2011      | ф  | Чужі на районі                              | Attack the Block                             | Сем                 |
| 2011      | тф | Нічна варта                                 | The Night Watch                              | Вівіан Пірс         |
| 2011      | ф  | Один день                                   | One day                                      | Тіллі               |
| 2011      | ф  | Тисяча поцілунків                           | A Thousand Kisses Deep                       | Міа Сельва          |
| 2011      | с  | Чорне дзеркало                              | Black Mirror                                 | Фіона               |
| 2011      | кф | Дві хвилини                                 | Two Minutes                                  | Джульєтт            |
| 2012      | ф  | Прах                                        | Ashes                                        | Рут                 |
| 2012      | кф | Дим                                         | Smoke                                        |                     |
| 2012      | кф | Пил                                         | Dust                                         | мама Джесіки        |
| 2013—2017 | с  | Бродчерч                                    | Broadchurch                                  | Бет Латімер         |
| 2013      | тф | Нулі                                        | Zeros                                        | Жінка-міхур         |
| 2013      | ф  | Привіт, Картере                             | Hello Carter                                 | Джульєтт            |
| 2013      | ф  | Хороші вібрації                             | Good Vibrations                              | Рут                 |
| 2013      | ф  | Спайк Айленд                                | Spike Island                                 | Сьюзен              |
| 2014      | с  | Дим                                         | The Smoke                                    | Тріш Тулі           |
| 2014      | с  | Активи                                      | The Assets                                   | Сандра Граймс       |
| 2014      | ф  | Дістати Санту                               | Get Santa                                    | Елісон              |
| 2014      | кф | Емоційний Запобіжник                        | Emotional Fusebox                            | Ганна               |
| 2014      | ф  | Чорне море                                  | Black Sea                                    | Кріссі              |
| 2016      | ф  | Навички дорослого життя                     | Adult Life Skills                            | Ганна               |
| 2017      | с  | Довірся мені                                | Trust Me                                     | Кет Хардекер / Елай |
| 2017      | ф  | Джорнімен                                   | Journeyman                                   | Емма Бертон         |
| 2017—2022 | с  | Доктор Хто                                  | Doctor Who                                   | Тринадцятий Доктор  |
| 2019      | кф | Рейчел                                      | Rachel                                       | Рейчел              |
| 2019      | с  |                                             | Got it Covered                               | себе                |
| 2019      | с  |                                             | A Question of Sport at 50                    | оповідач            |
| 2019      | с  |                                             | Who Do You Think You Are?                    | себе                |
| 2023      | с  |                                             | One Night                                    | Тесс                |
| 2023      | с  | Строк                                       | Time                                         | Орла                |
| 2024      | мф | Те Різдво                                   | That Christmas                               | місіс Вільямс       |